# ヴァリエサル条約
ヴァリエサル条約（ヴァリエサルじょうやく、英語: Treaty of Valiesar、エストニア語: Vallisaare vaherahu、ロシア語: Валиесарский договор 1658）は、北方戦争のロシア・スウェーデン戦線を終結させた、ロシア・ツァーリ国とスウェーデン帝国の間の条約。
条約は1658年12月28日、ナルヴァ近くのヴァリエサルで締結された。

## 内容
条約の内容は下記の通り。
- ロシアとスウェーデンは3年間停戦する。
- スウェーデンはバルト海岸とフィンランド湾沿岸の占領地を保持する。
- ロシアは現ラトビアとエストニアにあたる占領地、すなわちコクネセ（英語版）、アルクスネ（英語版）、タルトゥ、ヴァスクナルヴァ（英語版）を保持する。

## その後
ロシアは停戦が終わる1661年までにロシア・ポーランド戦争で劣勢に陥り、ツァーリのアレクセイは大国時代のスウェーデンとの戦争を再開する余裕がなくなった。その結果、彼は1661年6月21日のカディス条約の締結を余儀なくされた。カディス条約では戦争前の原状回復が決定され、ロシアはスウェーデン領リヴォニアとスウェーデン領イングリアの占領地をスウェーデンに返還することを余儀なくされた。